# Harald Linke
Harald Linke (* 19. Juni 1928 in Hohenstein-Ernstthal; † 10. April 2024 in Dresden) war ein deutscher Landschaftsarchitekt und Hochschullehrer.

## Leben
Als gelernter Gärtner studierte Harald Linke von 1950 bis 1953 bei Georg Pniower Garten- und Landschaftsgestaltung an der Humboldt-Universität zu Berlin. Ab 1953 war er Gartenplaner und Landschaftsgestalter in Karl-Marx-Stadt. 1956 wurde er Assistent an der TU Dresden, Institut für Gartenkunst, Landschaftsgestaltung und Ingenieurbiologie. Von 1969 bis 1992 war er Professor für Gartenkunst, Landschaftsgestaltung und Ingenieurbiologie. Von 1987 bis 1991 ebenfalls Direktor des Botanischen Gartens Dresden. Von 1990 bis 1997 war er Gastprofessor in Wien. Von 1990 bis 1997 führte er ein privates Büro für Landschaftsentwicklung in Dresden. Seine Promotion schloss er 1970 ab und er habilitierte sich 1978. In seinen Publikationen hat sich Harald Linke mit Fragen zur Ausbildung, Ingenieurbiologie und der Freiflächen im Wohnungsbau auseinandergesetzt. Besonders hervorzuheben ist, dass er sein Fach vom landwirtschaftlich-gärtnerischen Berufsumfeld gelöst und der Architektur zugeordnet hat. An der Entwicklung des ersten Studiengangs „Landschaftsarchitektur“ in Deutschland hat er maßgeblich mitgewirkt.

## Schriften (Auswahl)
- Ingenieurbiologische Bauweisen im Flußbau. 1965.
- Freiflächen im Wohnungsbau. Ihre Benutzbarkeit in Abhängigkeit von Wohndichte und Gruppierungsform. 1968.
- mit Rudolf Schröder und Wolfram Spanowsky: Führer durch den Botanischen Garten der Technischen Universität Dresden. 1978.
- Blattsammlung Landschaftsarchitektur. Arbeitsblätter. 1983.